# Emmanuel Joseph Sieyès
Emmanuel Joseph Sieyès abbé (Fréjus, 1748. május 3. – Párizs, 1836. június 20.) Chartres püspöki helynöke. A kiváltságosok elleni „Mi a harmadik rend?” (Qu’est-ce que le Tiers-État?) című röpirat szerzője, az Alkotmányozó Nemzetgyűlés, majd a Nemzeti Konvent, végül a Francia direktórium alatt az ötszázak tanácsának tagja, majd direktor, 1799-ben ideiglenes konzul, majd a szenátus elnöke. Furet szerint ő a francia forradalom legmélyebb politikai gondolkodója.

## Ifjúsága
Sieyès Fréjus-ben született, egy helyi adószedő, Honoré Sieyès ötödik gyermekeként. A párizsi Saint Sulpice szemináriumába járt, teológiát a Sorbonne-on tanult, ahol megismerkedett a Felvilágosodás főbb gondolkodói tanaival. 1772-ben szentelték pappá, 1774-ben teológiai licenciátust szerzett. Befolyásos barátai révén Bretagne-ban kapott kanonoki állást, majd 1775-ben Jean-Baptiste Joseph de Lubersack, a bretagne-i Tréguier püspöke mellett lett titkár. 1780-ban a püspököt Chartres-ba helyezték, ahová Sieyès is követte. Bár maga is egyre jobb pozíciókba jutott először kanonok, végül már nagyvikárius (a püspököt helyettese) lett, mégis elkeserítette, hogy a nemesi származású papok könnyedén emelkedtek a ranglétrán, az egyházi tanítás babonaságai pedig kiábrándították a vallásból.

## „Mi a harmadik rend?”
1. Mi a harmadik rend? – MINDEN.

2. Mi volt idáig a politikai rendben? – SEMMI.

3. Mit kíván? – HOGY LEGYEN VALAMI.
A francia társadalom rendi társadalom volt: az eltérő rendek eltérő jogokkal és kötelezettségekkel rendelkeztek. Az abszolút monarchia ezt a rendi berendezkedést konzerválta, a XVIII. század végén azonban a kormányzati impotencia, a rossz termés, a költséges és sokszor vesztes háborúk kiélezték a társadalmi ellentéteket és államcsőd is fenyegetett. Az 1789-es rendi gyűlés előtt a francia társadalom lelkiállapotának hű tükrözői a különböző panaszfüzetek (cahiers de doleance), illetve a röpiratok voltak, melyek tükrözték a kormányzati tehetetlenséggel szembeni elégedetlenséget. Az egyik leghíresebb röpirat a Sieyès által megfogalmazott volt. Sieyès a rendi társadalom felszámolását tűzte ki célul – a rendek helyett egy új fogalmat, a nemzetet állította előtérbe. A „Mi a harmadik rend?” a nemzet mibenlétéről, a nemzetnek és a rendiségnek egymáshoz való viszonyáról, valamint a társadalmi szerződésről értekezik.
Sieyès véleménye szerint a rendi berendezkedésnek vége – csak az a kormányzat törvényes és eredményes, mely engedelmeskedik a nemzet akaratát tükröző alkotmánynak. Nemzet szerinte olyan emberi közösség, olyan „Társak testülete, akik közös törvények szerint élnek, azonos törvényhozás által képviselve”.
A fiziokraták társadalomképéből indulva, úgy véli, hogy az emberi közösséget, így a nemzetet is a munka hozza létre, a közfeladatok ellátása pedig a munka egyik sajátos változata. A papi rend nem létezhet önálló rendként, mivel egyszerűen csak egy sajátos foglalkozás – emiatt a Harmadik Rend része. Polgári és politikai előjogai, semmittevése miatt azonban a Második Rend, azaz a nemesség elkülönül a nemzettől: mintegy államot alkot az államban, csak a tiszteletbeli állásokat tölti be, ráadásul úgy, hogy a tisztséget betöltők rokonait, akik egyáltalán nem töltenek be közfunkciót szintén jutalmazza a fennálló rend különböző kiváltságokkal. A nemesség egy kaszt, amely birtokolja a közfeladatok négy csoportjának, a Papság, a Talár, a Kard és a Kormányzat legjobb funkcióit. A Harmadik Rend emiatt semmi, bár szeretné, és meg is van a képessége, hogy minden lehessen. Erre a legfőbb eszköze az lenne, ha megkapná a lehetőséget, hogy ugyanannyi képviselőt küldhessen, mint a többi két rend együtt a rendi gyűlésbe, ahol a képviselők fejenként és nem rendenként szavazhatnának. A harmadik rend képviselőinek joguk van alkotmányt elfogadni, hogy orvosolják a társadalmi berendezkedés igazságtalanságait.
Az újkori szerződéselméletek visszatérő kérdése volt, hogy a társadalmi szerződéssel jön-e létre a politikai közösség, vagy nem. Hobbes szerint a hatalomátruházás aktusa, azaz a szerződés megkötése hozza létre a közösséget, tehát amint a társadalmi szerződést felbontják, úgy a közösség visszahull a természeti állapotba, ahol mindenki mindenkinek farkasa. Locke szerint azonban két szerződés van, az elsőben a politikai közösség létrehozza saját magát, majd ez a közösség egy újabb aktussal átruházza a hatalmat az államra. Emiatt a második szerződés, azaz az alkotmány visszavonása, -módosítása nem jár együtt a természeti állapotba való visszahullással, ami nála különben sem az állandó harc.
Sieyès Locke-ot követi, mikor kijelenti, hogy egyetlen nemzet sincs kötve a történelem folyamán kialakult berendezkedéshez, nincs semmi olyan hatalom, amely a korlátozhatja a nemzet szuverenitását. A nemzet ezért – mivel nem tud mindenki összegyűlni egy helyre – képviselőket választhat, akik létrehozhatják a nemzet új alkotmányát. A képviselők csak a nemzet akaratát képviselhetik, emiatt tilos számukra, hogy a nemzet akaratát tükröző alkotmányt létrehozó alkotmányozó nemzetgyűlés végeztével újból megválasszák őket képviselőnek a törvényhozó nemzetgyűlésbe.
Hahner Péter értékelése szerint: 
A kiváltságok rendszerének előnyeiből valójában csaknem valamennyi francia részesült (ha nem is egyenlő arányban), akinek volt állandó lakhelye és munkahelye. Sieyès azonban megfogalmazta azt a hamis, de a politikai harcokban jól felhasználható tételt, hogy a kiváltságokat egyetlen szűk, a társadalomnak semmiféle hasznot sem hajtó réteg bitorolja, amely könnyűszerrel leválasztható a nemzetről. Híres röpirata nemcsak nagy hatású támadás volt a kiváltságok ellen, hanem egyben az egy és oszthatatlan nemzeti szuverenitás elvének a kifejtése is, amellyel a későbbiekben megnyitották az utat a hatalom koncentrálása és társadalmi ellenőrzésének felszámolása előtt”

## Politikai pályafutása

### Az Alkotmányozó Nemzetgyűlés tagjaként
Sieyès központi szerepet játszott annak az 1789. június 17-én elfogadott határozatnak a megfogalmazásában, mely kimondta, hogy a Harmadik Rend képviselőit a francia lakosság mintegy 96%-a választotta meg közvetlen szavazással – szemben az első két rend által delegált tagokkal – emiatt ők fejezik ki egyedül a nemzet akaratát. A határozat értelmében a gyűlés emiatt jogosult lett arra, hogy felvegye a Nemzetgyűlés nevet. Ezt a nevet július 9-én Alkotmányozó Nemzetgyűlésre változtatták. Az Alkotmányozó Nemzetgyűlés az ő érveit felhasználva vetette el a kétkamarás nemzetgyűlést és a végleges királyi vétójogot.
Sieyès Idézte a király megnyitó beszédét, ahol a király kifejezte azon óhaját, hogy egy legyen a nemzettel – Sieyès szerint emiatt nem lehet elválasztani a nemzettől, mert ezzel felségsértést követnének el. A királynak nem lehet szava a törvények meghozatalában a törvényhozáson kívül, mivel erre a nemzet választott képviselői jogosultak csak. Az emberi és polgári jogok nyilatkozata, melyet a király is elfogadott egyenlővé tette a polgárokat, emiatt minden polgárnak egy szavazata lehetséges.
A király törvényhozáson belüli helyzetére pedig az a jellemző, hogy ő is szavazhat képviselőre, de – figyelemmel a jogegyenlőségre – neki is csak egy szavazata lehet. Amennyiben kevesebbje lenne, úgy megsértenék a király akaratát, hogy egy akar lenni a nemzettel. Amennyiben viszont több szavazata lenne – azaz az általános képviselőválasztási jogán túl vétójoggal felléphetne a törvényhozásban, akkor ez szembemenne a jogegyenlőség követelményével. Ez viszont ad absurdum a rendi felosztás visszaállításához vezetne, ahol az első két rendbe tartozó szavazatnak sokkal több érteke volt, mint a Harmadik Rendbe tartozónak.
Az Alkotmány elfogadása után – Sieyès intencióinak megfelelően – az Alkotmányozó Nemzetgyűlés tagjai újraválaszthatatlannak nyilvánították magukat. A király szökésével, a pilnitzi nyilatkozattal és a porosz csapatok előrenyomulásával azonban az 1791-es alkotmányt a Törvényhozó Nemzetgyűlés tagjai felbontottnak tekintették (1792. aug. 10. – a királyság bukása), emiatt Sieyès tagja lehetett az 1792-1795 közötti Nemzeti Konventnek.

### ANemzeti Konvent
Túléltem
A Nemzeti Konvent tagjaként a Mocsarat támogatta, részt vett a girondiak alkotmánytervének kidolgozásában, amelyben egy alkotmánybíróság létrehozását javasolta. Jól érzékelve az erőviszonyok megváltozását, 1793-ban megváltoztatta álláspontját és a király halálára szavazott, azaz régicide, királygyilkos lett. A jakobinus terror alatt nyilvánosan megtagadta hitét.

### ADirektóriumalatt
„Kardot keresek”
Franciaország – folytatva a XIV. Lajos által megkezdett hódító politikát ún. testvérköztársaságok rendszerét hozta létre határai mentén. Sieyès tagja lett annak a delegációnak, mely 1795-ben megegyezett a legyőzött Hollandiával, létrehozva utóbbiból az első testvérköztársaságot, a Batáviai Köztársaságot. Sieyès aktív szerepet töltött be a Direktórium alkotmányának kidolgozásában, emiatt jakobinus terroristák 1797. április 12-én merényletet kíséreltek meg ellene. 1797 szeptemberében a baloldali direktorok által szervezett ún. fructidori államcsíny idején a hatalmát féltő Ötszázak Tanácsa beválasztotta abba a „közjót” szolgáló bizottságba, melynek feladata volt a hatalomátvétel megakadályozása. Ő nevezte ki Joseph Fouchét rendőrminiszternek. Hogy elhárítsa a Poroszország felől a franciákra irányuló fenyegetést 1798-ban berlini követnek nevezték ki. Sieyès – mint az már a „Mi a Harmadik Rend?” pamfletjéből is kiderül – a tulajdonosi rétegek helyzetének és politikai befolyásának megszilárdítására törekedett. Az ismétlődő baloldali és jobboldali puccskísérletekkel szemben konszolidálni akarta a forradalom alatt elért eredményeket. Egyre inkább egy erős egyszemélyi vezetőben kezdett el gondolkodni, aki védelmet nyújt a szélsőségekkel szemben. Először Joubert tábornoknak ajánlotta föl a hatalmat, majd annak halála után Moreau-nak, végül azonban az egyiptomi és itáliai hadszíntereken diadalmaskodó Napóleon mellett döntött. 1799-ben kulcsszerepe volt abban, hogy Napoléon Bonaparte tábornok megkaparinthatta a hatalmat. Az 1799-es alkotmány értelmében a szenátus elnöke lett, részt vett a konzulátus alkotmányának kidolgozásában. Ő lett a második konzul a háromtagú konzuli testületben, azonban hamarosan háttérbe szorult, mivel nem értett egyet Napóleon további hatalom-koncentráló törekvéseivel.

## Élete alkonyán
A császárság alatt nyugállományban volt, de Napóleon – 1815-ös visszatérése után – kinevezte őt a Felsőház elnökévé. 1816-ban Brüsszelbe menekült a Második Restauráció elől. 1830-ban azonban visszatért Párizsba, ahol 1836-ban, 88 évesen halt meg.

## Felhasznált szakirodalom
- François Furet: A francia forradalom története. (Ford. Pőcz Erzsébet) Budapest, 1999. Osiris Kiadó. ISBN 9633795745
- A nagy francia forradalom dokumentumai (Osiris Kiadó, 1999). Szöveggyűjtemény. Szerk. Hahner Péter. ISBN 963379174X
- Georges Duby (szerk.): Franciaország története I. - A kezdetektől a Bourbon-restaurációig. Budapest, Osiris Kiadó, 2005. ISBN 9789633897560

## Online források
- Sieyès: Mi a harmadik rend?